# Marvelous Entertainment
Marvelous Entertainment Inc. (株式会社 マーベラスエンターテイメント Kabushiki-gaisha Māberasu Entāteimento) (MMV) là một tập đoàn đa quốc gia sản xuất phim hoạt hình, âm nhạc, trò chơi điện tử và phim truyền hình. MMV được biết đến nhiều nhất với loạt Story of Seasons. Công ty hợp nhất với AQ Interactive năm 2011 và trở thành Marvelous AQL.

## Hoạt động trong nước
Tại Nhật Bản, MMV tham gia vào một số hình thức giải trí, bao gồm sản xuất anime và âm nhạc thông qua hai công ty con của họ là Artland và Delfi Sound. Artland là xưởng phim hoạt hình từng sản xuất một số anime nổi tiếng như tác phẩm đoạt giải thưởng Mushishi và shōnen thành công Katekyō Hitman Reborn!. kể Từ khi thành lập vào năm 2005, Delfi Sound là phòng thu từng sản xuất một số album, kịch qua đài và nhạc phim. MMV cũng sản xuất một số loạt phim truyền hình trực tiếp, phim điện ảnh và nhạc kịch, như vở Prince of Tennis rất nổi tiếng, Tenimyu.

## Hợp nhất với AQ Interactive
Năm 2011, AQ Interactive hợp nhất với Marvelous Entertainment (cùng với công ty trò chơi di động Liveware), cả hai kết hợp trở thành Marvelous AQL Inc., AQ đã tham gia vào các hoạt động kinh doanh của Marvelous.

## Các công ty con

### Marvelous Online
Ngày 2 tháng 5 năm 2009, Marvelous Entertainment Inc. thông báo thành lập Marvelous Online. Marvelous Online (マーベラス・オンライン) là một cửa hàng trực tuyến bán các sản phẩm của Marvelous Entertainment Inc.

## Các công ty con cũ

#### Runtime, Inc.
Runtime, Inc. (有限会社ランタイム) là công ty phát triển phần mềm, sản xuất trò chơi điện tử, CG và thành lập ngày 18 tháng 7 năm 2001. Ngày 17 tháng 3 năm 2006, Marvelous Entertainment Inc. thông báo Runtime, Inc. sẽ trở thành công ty con của Marvelous Entertainment Inc., có hiệu lực vào ngày 3 tháng 4, 2006. Ngày 28 tháng 1 năm 2008, Marvelous Entertainment Inc. thông báo Runtime, Inc. sẽ sáp nhập vào công ty mẹ của nó là Marvelous Entertainment Inc., có hiệu lực vào ngày 1 tháng 4 năm 2008.

#### Marvelous Music Publishing, Inc.
Marvelous Music Publishing, Inc. (株式会社マーベラス音楽出版) là công ty con thuộc sở hữu hoàn toàn của Marvelous Entertainment Inc., được thành lập từ các doanh nghiệp xuất bản và nhượng quyền trước đây của công ty mẹ. Ngày 1 tháng 7 năm 2001, Marvelous Entertainment Inc. thông báo thành lập Marvelous Music Publishing, Inc. Ngày 23 tháng 1 năm 2007, Marvelous Entertainment Inc. thông báo Marvelous Music Publishing, Inc. sẽ  sáp nhập vào công ty mẹ của nó là Marvelous Entertainment Inc., có hiệu lực vào ngày 1 tháng 4 năm 2007.

#### Marvelous Liveware Inc.
Marvelous Liveware Inc. (株式会社マーベラスライブウェア) là công ty con phát triển nội dung Internet trên điện thoại di động của Marvelous Entertainment Inc. Ngày 27 tháng 4 năm 2004, Marvelous Entertainment Inc. thông báo thành lập công ty con Marvelous Liveware Inc., có hiệu lực vào ngày 1 tháng 6 năm 2004. Ngày 31 tháng 3 năm 2005, Marvelous Entertainment Inc. công bố việc bán Marvelous Liveware cho Interspire, inc.

#### Marvelous Interactive Inc.
Marvelous Interactive Inc. (株式会社マーベラスインタラクティブ) là nhà phát triển và xuất bản trò chơi điện tử, thành lập ngày 3 tháng 8 năm 1970 với tên Pack-In-Video và sau đó đổi tên thành Victor Interactive Software sau khi Victor Entertainment hợp nhất với Pack-In-Video ngày 1 tháng 10 năm 1996. Ngày 24 tháng 3 năm 2003, Marvelous Entertainment Inc. thông báo mua lại 55% cổ phần của Victor Interactive Software và sẽ đổi tên Victor Interactive Software thành Marvelous Interactive Inc., có hiệu lực vào ngày 31 tháng 3 năm 2003. Trong thông cáo báo chí, Marvelous Entertainment Inc. liệt kê Marvelous Interactive Inc. sẽ được thành lập vào ngày 1 tháng 10 năm 1996.
Ngày 10 tháng 9 năm 2003, Marvelous Entertainment Inc. thông báo Marvelous Interactive Inc. sẽ trở thành công ty con thuộc sở hữu hoàn toàn của Marvelous Entertainment Inc. Khi Marvelous Entertainment Inc. hoàn thành việc mua lại Victor Interactive Software vào ngày 31 tháng 3 năm 2003, nó được đổi tên thành Marvelous Interactive. Với việc mua lại này, MMV đã có được tất cả các quyền đối với loạt Story of Seasons và loạt phần mềm khác của Victor Interactive Software.
Vào ngày 20 tháng 3 năm 2007, Marvelous Entertainment Inc. thông báo Marvelous Interactive Inc. sẽ được sáp nhập vào công ty mẹ của nó, Marvelous Entertainment Inc., có hiệu lực vào ngày 30 tháng 6 năm 2007.

#### Mad
Mad (株式会社マッド) là một công ty điều hành cơ sở giải trí.
Ngày 20 tháng 3 năm 2007, Marvelous Entertainment Inc. công bố một kế hoạch tái cơ cấu nhằm chuyển hoạt động kinh doanh giải trí sang Atlus, bằng cách chuyển nó sang Mad (株式会社マッド) là một công ty con thuộc sở hữu hoàn toàn của Marvelous Entertainment Inc., sẽ được thành lập vào ngày 1 tháng 6 năm 2007; các doanh nghiệp còn lại sẽ vận hành dưới sự điều hành của Marvelous Entertainment Inc. Việc chuyển nhượng cũng bao gồm việc bán mảng  hoạt động giải trí của The Third Planet (株式会社ザ・サードプラネット) , có hiệu lực từ ngày 1 tháng 7 năm 2007.
Tại Atlus, công ty thông báo sáp nhập Mad vào Atlus, hiệu lực ngày 1 tháng 9 năm 2007, với việc sáp nhập được đăng ký vào ngày 3 tháng 9 năm 2007.

#### Delfi Sound Inc.
Delfi Sound Inc. (株式会社デルファイサウンド) là một phòng thu âm, sản xuất album và công ty thương hiệu âm nhạc. Công ty thành lập ngày 1 tháng 4 năm 2005 với tên gọi Marvelous Studio Inc. (株式会社マーベラススタジオ)
Ngày 22 tháng 3 năm 2005, Marvelous Entertainment Inc. thông báo thành lập công ty con Marvelous Studio Inc., có hiệu lực vào ngày 1 tháng 4 năm 2005.
Ngày 22 tháng 1 năm 2010, Marvelous Entertainment Inc. thông báo chuyển nhượng 100% cổ phần của Delfi Sound Inc. cho Amuse Capital Inc. (株式会社アミューズキャピタル), có hiệu lực từ ngày 29 tháng 1 năm 2010.

#### Rising Star Games Limited
Rising Star Games Limited là một nhà phát hành và phân phối trò chơi điện tử ở Châu Âu và tất cả các vùng PAL khác.
Ngày 24 tháng 12 năm 2004, Marvelous Entertainment Inc. thông báo thành lập một công ty liên doanh có trụ sở tại Luân Đôn có tên là Rising Star Games Limited với Bergsala AB. Marvelous Entertainment Inc. sẽ sở hữu 51% cổ phần của công ty, trong khi Bergsala AB sở hữu 49% còn lại. Công ty hoạt động từ năm 2004–12.
MMV quyết định giành chỗ đứng trên thị trường Châu Âu trước tiên là do hầu hết các nhà phát hành Nhật Bản chưa thực sự chú trọng đến công ty. Khoảng một năm sau, Rising Star Games và Atari hợp tác để bắt đầu phát hành trò chơi cho Nintendo DS và PSP và kể từ đó đã trải qua thành công lớn ở Châu Âu. Tính đến ngày 31 tháng 3 năm 2008, Harvest Moon DS  đã bán được hơn 300.000 bản và vận chuyển hơn 500.000 bản trên khắp lục địa. Rising Star Games cũng đã phát hành hơn 30 trò chơi ở Châu Âu, bao gồm No More Heroes và phiên bản chuyển đổi của Harvest Moon: Magical Melody cho Wii.
Ngày 22 tháng 1 năm 2010, Marvelous Entertainment Inc. thông báo chuyển nhượng tất cả 51% cổ phần còn lại của Rising Star Games Limited cho Intergrow Inc. (株式会社インターグロー), có hiệu lực từ ngày 29 tháng 1 năm 2010.

#### Marvelous Entertainment USA, Inc. (MMV USA)
Ngày 9 tháng 5 năm 2008, MMV thông báo rằng sẽ hợp tác với Xseed Games để đồng xuất bản trò chơi ở Bắc Mỹ. Ngày 16 tháng 5 năm 2005, Marvelous Entertainment Inc. thông báo họ đã mua lại cổ phần của một công ty Mỹ là AQ Interactive và nó sẽ được đổi tên thành Marvelous Entertainment USA với tư cách là công ty con 100% của Marvelous Entertainment có hiệu lực vào tháng 5 năm 2005.
Ngày 9 tháng 5 năm 2008, Marvelous Entertainment Inc. và Xseed Games thông báo họ đã tham gia hợp tác xuất bản. Doanh số trò chơi điện tử ở Bắc Mỹ sẽ bắt đầu tính từ tháng 11 năm 2008. Ngày 31 tháng 5 năm 2011, Marvelous Entertainment Inc. thông báo chuyển nhượng 100% cổ phần của Marvelous Entertainment USA, Inc. cho Rising Star Games Limited, có hiệu lực từ ngày 30 tháng 6 năm 2011.

### Artland, Inc.
Artland là một xưởng phim hoạt hình thành lập ngày 14 tháng 9 năm 1978. Ngày 3 tháng 4 năm 2006, công ty trở thành công ty con của Marvelous Entertainment Inc.

### Animation Studio Artland
Animation Studio Artland (株式会社アニメーションスタジオ・アートランド) là một xưởng phim hoạt hình được thành lập thông qua việc chia tách Artland, Inc. Ngày 15 tháng 11 năm 2010, Marvelous Entertainment Inc. ra thông báo về việc tách mảng sản xuất hoạt hình của Artland, Inc. thành Animation Studio Artland, Inc. vào ngày 1 tháng 12 năm 2010. Anime Studio Artland đóng cửa năm 2017 sau khi mắc khoản nợ khổng lồ 298 triệu yên (khoảng 2,62 triệu đô la Mỹ) tính đến cuối tháng 12 năm 2016.